# División de Honor A de hockey hierba 2024-25
La División de Honor A de hockey hierba 2023-24, Liga MGS por motivos de patrocinio, es la 59.ª temporada de la máxima categoría española de hockey hierba. La disputan doce equipos que se enfrentan todos contra todos en una fase de liga, y los cuatro primeros clasificados jugaron las eliminatorias por el título.

## Equipos
| Equipo                                 | Localidad                  | Estadio                                    |
| -------------------------------------- | -------------------------- | ------------------------------------------ |
| Club de Campo Villa de Madrid          | Madrid                     | Club de Campo                              |
| Real Club de Polo                      | Barcelona                  | Eduardo Dualde                             |
| Atlètic Terrassa Hockey Club           | Tarrasa                    | Estadio de Hockey Josep Marquès            |
| Sanse Complutense                      | San Sebastián de los Reyes | Campo de Hockey San Sebastián de los Reyes |
| Júnior Futbol Club                     | San Cugat del Vallés       | Sant Cugat                                 |
| Club Egara                             | Tarrasa                    | Pla de Bon Aire                            |
| Fútbol Club Barcelona                  | Barcelona                  | Complejo Deportivo Municipal Pau Negre     |
| Club Deportiu Terrassa                 | Tarrasa                    | Les Pedritxes                              |
| Real Club Jolaseta                     | Guecho                     | Jolaseta                                   |
| Real Sociedad de Tenis de la Magdalena | Santander                  | Ruth Beitia                                |
| UD Taburiente                          | Las Palmas de Gran Canaria | Ciudad Deportiva Siete Palmas              |
| CHM Las Rozas                          | Madrid                     |                                            |

## Clasificación

### Fase regular
|                                                                      | Equipo                       | Puntos | J  | G  | E | P  | GF | GC  | DG  |
| -------------------------------------------------------------------- | ---------------------------- | ------ | -- | -- | - | -- | -- | --- | --- |
| 1                                                                    | Real Club de Polo            | 55     | 22 | 18 | 1 | 3  | 69 | 18  | 51  |
| 2                                                                    | Club de Campo                | 52     | 22 | 16 | 4 | 2  | 75 | 33  | 42  |
| 3                                                                    | Atlètic Terrassa Hockey Club | 47     | 22 | 15 | 2 | 5  | 84 | 45  | 39  |
| 4                                                                    | Júnior FC                    | 47     | 22 | 15 | 2 | 5  | 69 | 38  | 31  |
| 5                                                                    | CD Terrassa                  | 36     | 22 | 11 | 3 | 8  | 54 | 49  | 5   |
| 6                                                                    | Club Egara                   | 30     | 22 | 8  | 6 | 8  | 57 | 54  | 3   |
| 7                                                                    | Sanse Complutense            | 27     | 22 | 7  | 6 | 9  | 48 | 56  | -8  |
| 8                                                                    | RS Tenis                     | 26     | 22 | 8  | 2 | 12 | 44 | 44  | 0   |
| 9                                                                    | FC Barcelona                 | 26     | 22 | 7  | 5 | 10 | 35 | 53  | -18 |
| 10                                                                   | UD Taburiente                | 19     | 22 | 5  | 4 | 13 | 40 | 66  | -26 |
| 11                                                                   | RC Jolaseta                  | 8      | 22 | 1  | 5 | 16 | 30 | 80  | -50 |
| 12                                                                   | CHM Las Rozas                | 2      | 22 | 0  | 2 | 20 | 35 | 104 | -69 |
| Fuente: Real Federación Española de Hockey; actualización automática |                              |        |    |    |   |    |    |     |     |

## Final a cuatro
|  | Semifinales | Semifinales                   | Semifinales         |                     |         | Final   | Final | Final |  |
|  |             |                               |                     |                     |         |         |       |       |  |
|  |             |                               |                     |                     |         |         |       |       |  |
|  | 1.º         | Real Club Campo               | 3                   |                     |         |         |       |       |  |
|  | 1.º         | Real Club Campo               | 3                   |                     |         |         |       |       |  |
|  | 4.º         | Junior FC                     | 2                   |                     |         |         |       |       |  |
|  | 4.º         | Junior FC                     | 2                   |                     | RC Polo | RC Polo | 2     |       |  |
|  |             |                               |                     |                     | RC Polo | RC Polo | 2     |       |  |
|  |             |                               | Atletic Terrassa HC | Atletic Terrassa HC | 1       |         |       |       |  |
|  | 2.º         | Casa de Campo Villa de Madrid | Atletic Terrassa HC | Atletic Terrassa HC | 1       | (4) 2   |       |       |  |
|  | 2.º         | Casa de Campo Villa de Madrid |                     |                     |         | (4) 2   |       |       |  |
|  | 3.º         | Atletic Terrassa HC           | 2(5)                |                     |         |         |       |       |  |
|  | 3.º         | Atletic Terrassa HC           | 2(5)                |                     |         |         |       |       |  |
|  |             |                               |                     |                     |         |         |       |       |  |